# Элиас, Норберт
Но́рберт Эли́ас (нем. Norbert Elias; 22 июня 1897, Бреслау, Германская империя — 1 августа 1990, Амстердам, Нидерланды) — британский, изначально немецкий социолог еврейского происхождения. Особенно известен своей теорией цивилизации. Автор бестселлера «О процессе цивилизации» (Über den Prozess der Zivilisation).

## Биография

### Детство. Образование
Родился в городе Бреслау (ныне Вроцлав) в прусской провинции Силезия, в семье Германа и Софии Элиас, единственным ребёнком в семье. Отец его был предпринимателем в текстильной промышленности.
Поступил в классическую гимназию в 1903 году. После получения аттестата зрелости (абитурного свидетельства) в 1915 году записался добровольцем в германскую армию. Сначала был отправлен в качестве связиста на Восточный фронт, затем переведён на Западный. После нервного срыва в 1917 году признан непригодным к воинской службе и отправлен в Бреслау в качестве санитара. В тот же год поступил в университет Бреслау и начал изучать философию, психологию и медицину. По одному семестру в 1919 и 1920 годах отучился в университетах Гейдельберга (где посещал лекции Карла Ясперса и курс Генриха Риккерта) и Фрайбурга (где посещал курс Эдмунда Гуссерля). Он бросил занятия медициной в 1919, после сдачи переводного экзамена. Чтобы оплачивать своё обучение, после того как состояние его отца сократилось из-за гиперинфляции, в 1922 году устроился на работу главой отдела экспорта на местную фабрику скобяных изделий.

### Начало академической карьеры
В 1924 году защитил диссертацию, называвшуюся «Идея и индивид» («Idee und Individuum») под руководством Рихарда Хёнигсвальда, представителя неокантианства. Разочаровавшись в отсутствии социального аспекта в неокантианстве, что привело к разногласиям с научным руководителем, Элиас решил в будущем заняться социологией.
Во время жизни в Бреслау вплоть до 1925 года Элиас был вовлечён в германское сионистское движение и выступал как один из ведущих интеллектуалов в германско-еврейском молодёжном движении «Блау-Вайс». В эти годы он знакомится с другими молодыми сионистами, такими как Эрих Фромм, Лео Штраусс, Лео Лёвенталь и Гершом Шолем. В 1925 году Элиас переезжает в Гейдельберг, где Альфред Вебер берёт его в качестве претендента на хабилитацию в проект по теме становления современной науки, названный «Значение флорентийского общества и культуры в становлении науки». В 1930 году Элиас, не имея перспектив, решает покинуть проект и устраивается ассистентом Карла Маннгейма в университет Франкфурта. Однако после прихода нацистов к власти в начале 1933 года социологический институт Маннгейма был вынужден закрыться. Уже готовая докторская диссертация, называвшаяся «Придворное общество» так никогда и не была формально защищена, и будет опубликована лишь в 1969 году. В 1933 году Элиас бежит от нацистов в Париж. Его престарелые родители остались в Бреслау; отец умрёт там в 1940 году, а мать была депортирована в Аушвиц, где, вероятно, погибла в 1941 году.
В течение двух лет в Париже Элиас работал как независимый учёный, получив грант от амстердамского фонда Steunfonds Foundation. В 1935 году он переезжает в Великобританию, где работает над своей монографией «О процессе цивилизации» вплоть до 1939 года, теперь получая грант от Еврейского комитета по делам беженцев. В 1939 году Элиас перебирается в Лондон. Там он встретился со своим бывшим научным руководителем Маннгеймом в Лондонской школе экономики, где получает позицию старшего научного сотрудника. В 1940 году Лондонскую школу экономики эвакуируют в Кембридж, а когда вторжение германских войск в Великобританию кажется неминуемым, Элиаса интернируют на восемь месяцев в лагеря в Ливерпуле и на острове Мэн, поскольку он является выходцем из Германии, то есть потенциально неблагонадёжным. За время интернирования в концентрационном лагере Элиас организует лекции по политике и ставит написанную им самим пьесу «Баллада о бедном Якове» (опубликована в 1987 году).
После того как его освободили из лагеря в 1941 году, он возвращается в Кембридж. До конца войны работает на британскую разведку, выискивая нацистов среди германских военнопленных (см. его эссе «Слом цивилизации»). Элиас ведёт вечерние занятия для ассоциации рабочего образования (для взрослых), а затем вечерние курсы по социологии, психологии, экономике и экономической истории в университете Лестера. Он также время от времени даёт лекции в разных ВУЗах.

### Послевоенные годы
В сотрудничестве со своим другом по Франкфурту, психоаналитиком З. Г. Фуксом, разрабатывает теоретическую базу для Группового анализа, важной школы терапии, и является сооснователем Общества Группового анализа в 1952 году. Он сам также обучался и работал групповым терапевтом.
В 1954 году в возрасте 57 лет он наконец получает свою первую постоянную академическую должность в университетском колледже Лестера, который вскоре стал университетом Лестера, в качестве преподавателя социологии. Вместе со своим другом Ильёй Нойштадтом он сделал большой вклад в развитие университетского факультета социологии, который стал одним из крупнейших и наиболее влиятельных факультетов в Великобритании. Однако учёный чувствовал, что его идеи не находят отклика. Положение усугубляло то, что за время его работы в Великобритании ни одна из его книг не была переведена на английский — не только из-за непонимания значения его идей, но и из-за общего упадка внимания социологов к истории. Он уволился в 1962 году, однако продолжил обучать аспирантов в Лестере до середины 1970-х гг. Среди ставших впоследствии известными социологов, обучавшихся и работавших в Лестере, были Джон Голдторп, Энтони Гидденс, Мартин Элброу, Шейла Аллен, Джо и Олив Бэнкс, Ричард Браун, Мэри Макинтош, Никос Музелис, Сэми Зубайда и Кит Хопкинс. Студентами факультета являлись Джон Элридж, Крис Роджек, Пол Хирст, Грэм Саламан и Брайан Уилсон.
С 1962 по 1964 год Элиас работал профессором социологии в университете Ганы в Легоне, пригороде Аккры. В 1960-е годы его главные труды, написанные ещё в 1930-х гг., стали постепенно приобретать признание в Германии и Нидерландах. После возвращения в Европу в 1965 году он был приглашённым профессором в различных германских и голландских университетах, а с 1977 года обосновался в Амстердаме. В том же году он удостоился фестшрифта (соред. Hermann Korte, Peter Gleichmann и Йохан Гудсблом). Его репутация и популярность резко возросли после публикации в 1969 году монографии «О процессе цивилизации». С 1978 по 1984 год он работал в Центре междисциплинарных исследований в Билефельдском университете. Элиас стал первым одновременным лауреатом премии Теодора Адорно (1977) и Европейской премии Амальфи за социологию и социальные науки (1987). В 1983 году он стал инициатором создания фонда имени Норберта Элиаса. Этот фонд занимался проведением конференций, распространением идей своего создателя, а также ставил перед собою цель - давать возможность молодым учёным высказывать свои идеи и теории. Фонд стал наследником социолога, продолжая популяризировать его идеи после его смерти. Поскольку всю свою жизнь учёный посвятил науке, он так и не завёл семью. Помимо своей социологической работы Элиас занимался поэзией.
Умер Элиас у себя дома в Амстердаме 1 августа 1990 года.

## Научный вклад

#### Фигурация
Социологическая концепция Элиаса строится на понятии фигураций, введённое им в научный оборот. Фигурации — это социальные процессы и структуры, цепочки взаимосвязей, в которых люди взаимодействуют друг с другом. То есть в отличие от многих других социологов Элиас говорит о форме взаимодействия, а не только о процессе. Фигурации постоянно изменяются и имеют свой неповторимый облик в определённом историческом периоде и обществе. Фигурация состоит из нескольких уровней: макроуровень, то есть правила в обществе, и микроуровень, то есть индивидуальное поведении людей. Фигурационная социология изучает, как складывается та или иная фигурация, как происходит процесс смены фигураций. Главным отличием фигураций от, например, структур Толкотта Парсонса, с которым Элиас заочно полемизирует, является отсутствие статичности, то есть фигурация — это в некотором роде процесс.
Для Элиаса в историческом процессе основную роль играло культурное развитие, а не экономическое, и культура была главным объектом его исследований. В этом аспекте он расходится с Карлом Поланьи и с Карлом Марксом. Тем не менее Элиас считал, что без понимания идей марксизма невозможно развивать современную социологию. Он соглашался также и с идеей слитности развития общества и личности. Но оригинальность его вклада заключается в создании исторически обоснованной теории общества с использованием параметров, которые до этого не считались определяющими.

#### О процессе цивилизации
Его наиболее известная работа «О процессе цивилизации» является примером фигурационной социологии. В ней рассматривается постепенное становление и развитие цивилизации в средневековой Европе. Элиас полагал, что этот метод можно применить, чтобы понять универсальные закономерности развития общества вплоть до новейшего времени.
В этой книге Элиас показывает, что на ранних стадиях развития цивилизации люди могли существовать, будучи мало зависимы друг от друга. Но со временем разделение труда и конкуренция привели к тому, что традиционное общество начало меняться, а различия между людьми усиливались. Теперь человек уже не мог полагаться только сам на себя, но стал зависимым от окружающих его людей. Происходило постепенное удлинение и усложнение цепочек взаимозависимости людей. Что, в свою очередь, повлекло за собой существенное изменение в социальном строе.
В Новое время происходит постепенный переход государственного строя к абсолютным монархиям. Происходит это по разным причинам, одной из которых является изменение военного дела в связи с изобретением пороха. Конница, бывшая самым сильным военным подразделением, начинает терять свою актуальность. Так как коня мог позволить себе содержать далеко не каждый, а лишь относительно богатые, вассалы зачастую могли сохранять определённую независимость от монарха. С появлением огнестрельного оружия начинается упадок феодального строя. Концентрация власти, то есть монополии на применение насилия, в руках монарха, приводит к тому, что для получения ресурсов надо бороться за близость к телу. При этом если до формирования королевского двора люди должны были заботиться в основном о том, чтобы избежать прямого насилия, то теперь появляется необходимость обращать внимание на опасности, которые раньше были менее значительными. Придворные и приближённые вынуждены строже себя контролировать, то есть следить за проявлением своих эмоций. Так возникает этикет. Политика, борьба за ресурс, за власть теперь делается не только силовыми методами, не на полях сражений, но в кулуарах.
Анализируя конкретные примеры, такие как поведение за столом, в спальне и т. д., Элиас пришёл к выводу об изменении «порога стыдливости». То, что было раньше вполне естественным и не осуждалось, например, прилюдные отправления нужды, со временем стало причиной возникновения чувства стыда. Причиной всех этих изменений было постепенное изменений фигураций, то есть увеличивающееся количество взаимосвязей между людьми приводило к наложению запретов на импульсивные проявления человеческой природы. Первоначально такого рода запреты появлялись в высших слоях общества. Со временем разбогатевшая буржуазия начинает воспринимать повадки и этикет аристократии, что обусловлено модой и заложено в её циклах. Таким образом, процесс цивилизации по Элиасу есть постепенное увеличение самоконтроля, самоограничений с одной стороны, с возрастанием зависимости от социальной действительности, с другой, так как цепочки взаимосвязей усложняются. Как и Макс Вебер, Элиас видел главную особенность Западной цивилизации в этом культе самоконтроля, но находил его истоки не в протестантской этике буржуазии, но в придворном аристократизме, откуда он в свою очередь распространялся в других классах и сословиях. Так, через изменение фигураций происходят социальные изменения. Такие смены фигураций Элиас называл «рывками» в процессе цивилизации. Развитие цивилизации, по Элиасу, представляет собой движение как вперед, так и назад, оно характеризуется как стартами, так и остановками и децивилизационными процессами.
Смена фигураций в процессе цивилизации — одновременное изменение поведения людей, их образа мыслей, и изменение социального строя. То есть изменения хабитуса индивидов и социальные изменения — это единый взаимосвязанный процесс. Концепция Элиаса стала отчасти продолжением и развитием идей таких выдающихся немецких социологов начала XX в. как Макс Вебер и Вернер Зомбарт. Она также во многом перекликается с трудами французских историков школы «Анналов» и стала во многом предвестием работ Мишеля Фуко по истории сексуальности. Благодаря Элиасу началось изучение исторической роли аристократии, ранее считавшейся паразитарной социальной стратой. Также Элиасом был сделан вклад в изучение телесности, норм поведения, связанных с естественными жизненными процессами.

### Критика научных идей
Уязвимыми для критики оказываются многие стороны теории Элиаса. Например, тезис о превращении внешнего принуждения в самопринуждение остаётся неясным моментом. Стивен Уайт критикует теорию Элиаса с исторической точки зрения. Ведь Элиас рассматривает процесс цивилизации на примере Франции, хотя многие формы этикета возникли именно в Италии, где не существовало абсолютной монархии, и уже оттуда экспортировались во Францию. Более того, Италия оставалась феодально раздробленной вплоть до конца XIX века. Схожим образом и в Японии, несмотря на разрушение абсолютной власти монарха, и отсутствие королевского двора, культура и этикет развивались и усложнялись на протяжении всей истории. В рамках психоаналитического подхода недостатком является то, что из трёх психоаналитических инстанций («оно», «я» и «сверх-я»), он сохраняет «оно» и «сверх-я», но практически не говорит о «я», оказывающимся эпифеноменом социального взаимодействия. Швейцарский антрополог Х.-П. Дюрр опубликовал четыре тома под общим заглавием «Миф о процессе цивилизации», в которых указывал на ошибки теории Элиаса. Также теория Элиаса подверглась критике со стороны постколониальной теории, ведь концепция процесса цивилизации может создавать точку зрения «сверху вниз» для тех, кто не соответствует европейским стандартам этикета.

## Библиография

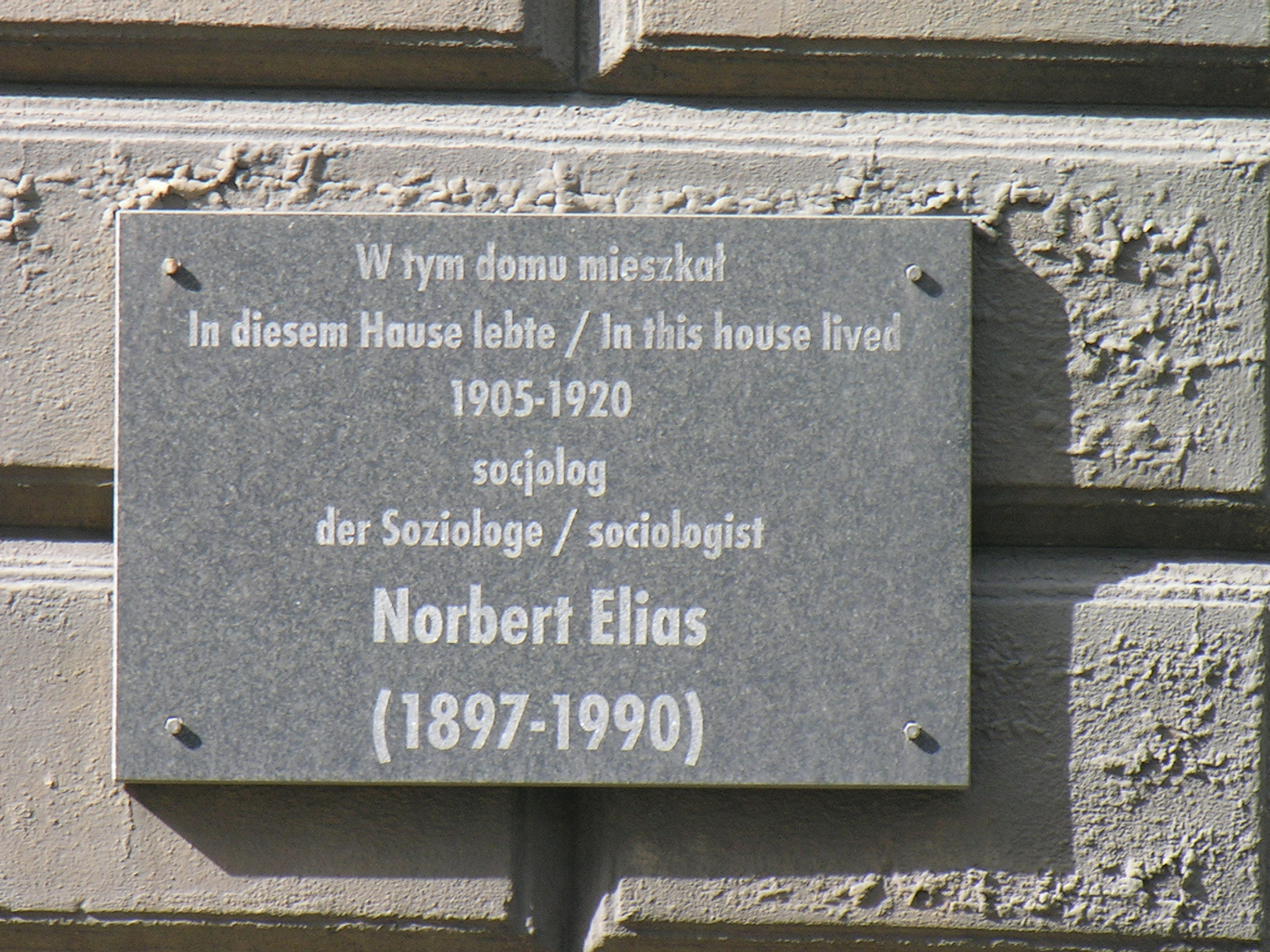
Мемориальная доска на доме во Вроцлаве, где в 1905—1920 жил Норберт Элиас

### Книги Норберта Элиаса
- Норберт Элиас. Общество индивидов. М.: Праксис, 2001. ISBN 5-901574-01-X
- Элиас Н. О процессе цивилизации. Социогенетические и психогенетические исследования. Tом 1. Изменения в поведении высшего слоя мирян в странах Запада / пер. с англ. А. М. Руткевич. — М.; СПб.: Университетская книга, 2001. — 332 с. — ISBN 5-94483-011-5.
- Элиас Н. О процессе цивилизации. Социогенетические и психогенетические исследования. Tом 2. Изменения в обществе. Проект теории цивилизации / пер. с англ. А. М. Руткевич. — М.; СПб.: Университетская книга, 2001. — 382 с. — ISBN 5-94483-008-5.
- Норберт Элиас. Придворное общество. М., 2002.
- Моцарт. К социологии одного гения = Mozart. Zur Soziologie eines Genies. / Пер. с нем. Левинсон Кирилл. — Новое литературное обозрение, 2022. — 184 с. ISBN 978-5-4448-1799-5

### Статьи Норберта Элиаса
- "Studies in the genesis of the naval profession", British Journal of Sociology, 1(4) 1950: 291–309.
- "Problems of involvement and detachment", British Journal of Sociology, 7(3) 1956: 226–252.
- "Sociology of knowledge: new perspectives. Part One", Sociology, 5(2): (1971): 149–168.
- "Sociology of knowledge: new perspectives. Part Two", Sociology, 5(3): (1971): 355–370.
- "Theory of science and history of science: comments on a recent discussion", Economy & Society, 1(2): (1972): 117–133.
- "The Civilizing Process revisited: interview with Stanislas Fontaine", Theory & Society, 5: (1978): 243–253.
- "On transformations of aggressiveness", Theory & Society, 5(2): (1978): 229–242.
- "Civilization and Violence: on the state monopoly of violence and its infringements". Telos, 54 (Winter 1982–83): 134–154.
- "The retreat of sociologists into the present", Theory, Culture & Society, 4: (1987): 223–247.
- "On human beings and their emotions: a process-sociological essay", Theory, Culture & Society, 4(2–3): (1987): 339–361.
- "The changing balance of power between the sexes – a process-sociological study: the example of the Ancient Roman state", Theory, Culture & Society, 4 (2–3): (1987): 287–316.
- "The Symbol Theory: An Introduction, Part One", Theory, Culture & Society, 6(2): (1989): 169–217.
- "Technization and civilization", Theory, Culture & Society, 12(3): (1995): 7–42.
- "Towards a theory of social processes", British Journal of Sociology, 48(3): (1997): 355–383.
- "Power and Civilisation", Journal of Power, 1(2): (2008): 135–142.

### Книги о Норберте Элиасе и его работах
- Гергилов Р. Е. Норберт Элиас и «Школа Анналов». // Клио. 2004. N 1 (24).
- Гергилов Р. Е. Пространство европейской цивилизации. // Обсерватория культуры. 2007. N 4.
- Гергилов Р. Е. Теория цивилизации Н. Элиаса: Критика и перспективы. // Вопросы культурологии. 2007. N 5.
- Гергилов Р. Е. Проблема индивидуализации в социологии М. Вебера и Н. Элиаса. // Социологический журнал. 2007. N 3.
- Кром М. М. Историческая антропология. СПб: «Дмитрий Буланин», 2004. 168 с.
- Культурология: энциклопедия. / Сост. С. Я. Левый. М.: РОССПЭН, 2007. Т. 2.
- Ритцер Дж. Современные социологические теории, гл. 10. СПб, 2002
- Руткевич А. М. Историческая социология Норберта Элиаса // Норберт Э. О процессе цивилизации. Т. 2. М.; СПб, 2001. — 382 с.
- Руткевич A. M. Элиас // Новая философская энциклопедия : в 4 т. / пред. науч.-ред. совета В. С. Стёпин. — 2-е изд., испр. и доп. — М. : Мысль, 2010. — 2816 с.